# 新エネルギー・産業技術総合開発機構
国立研究開発法人新エネルギー・産業技術総合開発機構（しんエネルギー・さんぎょうぎじゅつそうごうかいはつきこう）は、日本のエネルギー・環境分野と産業技術の一端を担う国立研究開発法人である。略称NEDO（ネド、New Energy and Industrial Technology Development Organization）。本部は神奈川県川崎市。

## 目的
| 「                                                                       | 非化石エネルギー、可燃性天然ガス及び石炭に関する技術並びにエネルギー使用合理化のための技術並びに鉱工業の技術に関し、民間の能力を活用して行う研究開発、民間において行われる研究開発の促進、これらの技術の利用の促進等の業務を国際的に協調しつつ総合的に行うことにより、産業技術の向上及びその企業化の促進を図り、もって内外の経済的社会的環境に応じたエネルギーの安定的かつ効率的な供給の確保並びに経済及び産業の発展に資することを目的とする。 | 」 |
| —国立研究開発法人新エネルギー・産業技術総合開発機構法第4条（機構の目的） | |    |

## 沿革

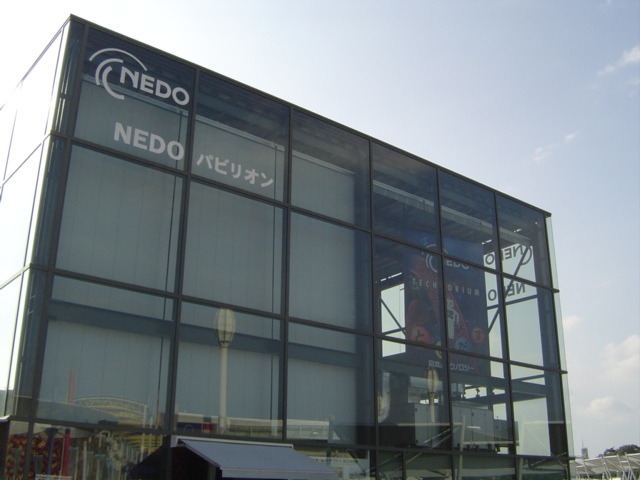
愛知万博NEDOパビリオン（撮影2005年8月）

- 1980年（昭和55年）10月1日 - 新エネルギー総合開発機構設立。
日本では1973年の第一次オイルショック、1978年の第二次オイルショックを経験し、対外的な石油依存度が高く供給構造が弱体であることに鑑み石油代替エネルギー（新エネルギー）の開発導入が課題とされ、その研究開発を推進する母体として設立された。
機構の本部は東京都豊島区東池袋のサンシャイン60に設置されたが、これは当時策定されていた太陽光エネルギーの活用策を進めるためのサンシャイン計画と歩調をそろえたものである[要出典]。
特殊法人の増殖を防止するため、特殊法人を新設するには既存の特殊法人の廃止が要件とされていたので、同じく通商産業省の所管する特殊法人の中から石炭鉱業合理化事業団を廃止し、その石炭鉱業構造調整業務は新エネルギー総合開発機構の中で承継されることとなった。
- 1982年（昭和57年）10月1日 - 通商産業省からアルコール製造・販売事業の移管を受ける。
三公社五現業のひとつだったアルコール専売の製造販売業務を承継した。アルコールを石油代替エネルギーのひとつとして研究する一環としてアルコール製造事業の移管が考慮されたもの。
- 1988年（昭和63年）10月1日 - 名称を新エネルギー・産業技術総合開発機構に改称。新たに産業技術の研究開発が業務に追加された。
- 1996年（平成8年）10月1日 - 石炭鉱害事業団が廃止され、業務を統合。
- 2001年（平成13年）4月1日 - アルコール専売事業廃止。アルコール製造事業は許可制のもとに一般開放されるが、NEDOのアルコール製造事業は暫定的に継続された。
- 2002年（平成14年）3月31日 - 石炭鉱業構造調整事業終了。
- 2003年（平成15年）10月1日 - 独立行政法人新エネルギー・産業技術総合開発機構に改組。
- 2004年（平成16年）2月16日 - 政府関係機関を東京23区から転出させる政策の一環で、機構の本部をJR川崎駅西口のミューザ川崎セントラルタワーに移転。
- 2005年（平成17年）3月 - 愛知万博（愛・地球博）にて、NEDOパビリオン及び太陽電池や廃物利用式の燃料電池などを組み合わせた新エネルギープラントを出展した。また、NEDOの支援を受けて開発された約100体のロボットを実証試験を兼ねて出展した。
- 2006年（平成18年）4月1日 - アルコール事業本部廃止。日本アルコール産業株式会社が設立され、NEDOのアルコール製造販売業務を分離。
- 2006年（平成18年）- 経済産業省および環境省から、政府の京都メカニズムクレジット取得事業の委託を受ける。
- 2010年（平成22年）2月15日 - スマートグリッドを核としたスマートコミュニティ関連の世界市場への日本企業の進出促進、また、官民連携によるスマートコミュニティの実現に向け「スマートコミュニティ・アライアンス」を設立。
- 2010年（平成22年）10月21日 - 世界銀行と協力協定を締結。[3]
- 2011年（平成23年）6月1日 - EUと共同でセル変換効率45%以上を目指した超高効率な集光型太陽電池の技術開発を開始。[4]
- 2012年（平成24年）1月16日 - 国際再生可能エネルギー機関(IRENA)と協力協定を締結。[5]
- 2013年（平成25年）4月1日 - 法改正に伴い、石炭・炭鉱関連の経過業務（閉鎖した炭鉱の管理・整備や鉱害賠償の代行、および旧石炭鉱害事業団から引き継いだ鉱害地域の復旧事業など）を石油天然ガス・金属鉱物資源機構に承継。[6]
- 2015年（平成27年）4月1日 - 「独立行政法人新エネルギー・産業技術総合開発機構」から「国立研究開発法人新エネルギー・産業技術総合開発機構」に名称変更。

## 事業内容

### エネルギー・環境技術の開発と普及
エネルギー・環境技術の開発を推進することで、普及を支援している。具体的には太陽光発電や風力発電、バイオマス利用技術、省エネルギー技術、燃料電池、各種リサイクル技術、地球温暖化対策技術などの開発・普及が挙げられる。なおNEDO自体は研究開発施設を保有しておらず、実際の技術開発は産学の研究機関に委託して行われている。

### 産業技術関連業務
産業競争力の強化を通じた経済活性化に貢献するための基盤となる「ナショナルプロジェクト」、市場創出・経済活性化を促進する「実用化開発」、将来の新たな産業の核となる「技術シーズの発展」の各段階の技術開発を推進する。特に重点的に推進されている分野は医療技術（生命科学）、情報技術、ナノテクノロジー。つまり前項のエネルギー・環境技術と合わせて、政府の科学技術政策における『重点4分野』を強く推進しており、同政策の執行機関のひとつとして機能していることがうかがえる。本事業に関しても実際の研究開発は産学の研究機関に委託していることから、NEDOは公的研究資金（競争的資金など）の配分機関としての側面を持っていると言える。同様の研究資金配分機関としては科学技術振興機構（JST）や宇宙航空研究開発機構（JAXA）などが知られるが、推進する研究開発ステージ（基礎研究→応用研究→技術開発）や研究分野を分けることで基本的には事業の重複を避けている（連携して推進する場合もある）。

## 組織

### 職員構成
新卒・中途採用の職員 約30%、企業や官庁（主に経済産業省）からの出向者約40%、有期雇用職員約30%

### 歴代理事長
- 岩崎八男 - 元中小企業庁長官
- 牧野力 - 元通商産業事務次官
- 村田成二 - 元経済産業事務次官
- 古川一夫 - 元日立製作所代表執行役執行役社長、元情報処理学会会長、
- 石塚博昭 - 元三菱化学代表取締役取締役社長
- 斎藤保 - 元IHI相談役

## 関連プロジェクト等
- 高効率エネルギーシステム - NEDOの省エネルギー補助金の対象
- ペロブスカイト太陽電池 - NEDOのグリーンイノベーション基金事業から最大498億円の補助金が提供予定。
- APB社の全樹脂電池 - NEDOから75億円の助成金が提供されていたが、2024年にAPB社の経営権が「乗っ取られて」以降、中国の通信機器大手ファーウェイ幹部等が訪問し、中国への技術流出が問題視されている[8]。